# طارق رضوان (سياسي)
طارق رضوان واسمه الكامل طارق محمد عبد الحميد رضوان سياسي مصري ووكيل لجنة العلاقات الخارجية للبرلمان المصري ولد في سوهاج عام 1972.

## المؤهلات العلمية
1. بكالوريوس الآداب في العلوم السياسية - الجامعة الأمريكية بالقاهرة عام 1996.
2. ماجستير في علوم الإدارة جامعة المهرست ولاية الينوى بالولايات المتحدة الأمريكية.

## المناصب
1. مساعد رئيس اللجنة الاستشارية بمركز المعلومات ودعم اتخاذ القرار بمجلس الوزراء خلال الفترة من 1996 و 2000.
2. وكيل لجنة العلاقات الخارجية منصب المنسق العام لمشروع المتحف المصرى الكبير خلال الفترة بين عامى 1997 و 2000.
3. الرئيس التنفيذى والعضو المنتدب لشركة الأفق للقنوات الفضائية من أبريل 2008 إلى 2014.
4. عضوا بغرفة التجارة الأمريكية بالقاهرة في يناير 2004.
5. عضو بجمعية أصدقاء معهد الأورام القومى في يوليو 2004.
6. عضو مجلس الأمناء بمؤسسة وادينا للتنمية البشرية في سبتمبر 2006
7. عضوا بمجلس إدارة صندوق مكتبات مصر العامة في فبراير 2006.